# برنامج مساعد طرف ثالث
برنامج مساعد طرف ثالث (بالإنجليزية: Third-party software component)‏ ويختصر إلى 3rd party في برمجة الكمبيوتر هو إعادة الاستخدام لمكون برمجي تم تطويره ليوزع مجانا أو يباع بواسطة مطور آخر غير البائع الأصلي للنظام الأساسي أو البرنامج الرئيسي، سوق برمجيات الطرف الثالث يزدهر لأن الكثير من المبرمجين يؤمنون أن هندسة البرمجيات بالمكونات تحسن كفاءة وجودة وتطوير البرنامج الرئيسي، برامج الطرف الثالث تشمل الماكرو macros والبوت bots والسكريبت software/scripts والإضافات add-ons للبرامج المشهورة.